# Brachyotum microdon
Brachyotum microdon är en tvåhjärtbladig växtart som först beskrevs av Charles Victor Naudin, och fick sitt nu gällande namn av José Jéronimo Triana. Brachyotum microdon ingår i släktet Brachyotum och familjen Melastomataceae. Inga underarter finns listade i Catalogue of Life.